# Simone Carneiro
Simone Sueli Carneiro (Itariri, 10 de janeiro de 1968 – Itariri, 20 de junho de 2018), mais conhecida como Simone, foi uma futebolista brasileira que atuou como goleira de futebol de campo e futsal. Fez parte da primeira Seleção Brasileira de Futebol Feminino, em 1988, que disputou o Mundialito da China e conquistou a inédita medalha de bronze. Faleceu em 2018, aos 50 anos de idade, em decorrência de um câncer.

## Biografia
Nascida em 10 de janeiro de 1968 na cidade de Itariri, São Paulo, foi uma das goleiras convocadas pela Seleção Brasileira para participar do Mundial experimental de Futebol Feminino da China, realizado em 1988. O Brasil terminou o campeonato na terceira colocação, após vencer a China nos pênaltis. O jogo terminou com a placar de 0–0 no tempo normal e 4–3 nas penalidades, com destaque para atuação de Simone.  
Durante a década de 1980 passou pelas equipes do São Paulo Futebol Clube, Santos Futebol Clube e Clube Atlético Juventus, além de jogar futsal. Faleceu em Itariri, no mesmo município em que nasceu, no dia 20 de junho de 2018.